# Кахраманер, Сюзан
Сюзан Кахраманер (21 мая 1913, Ускюдар — 22 февраля 2006, Стамбул) — турецкий математик, одна из первых женщин-математиков Турции.

## Биография
Родилась Сюзан Кахраманер в Ускюдаре, районе провинции Стамбул в семье Рыфкы Османа и Хюзеен Ханим. Отец по профессии был хирургом.
Сын Сюзан Кахраманер, Рыфкы Кахраманер, а также его жена Ясемин Кахраманер стали профессорами математики, а их сын Дениз Кахраманер получил степень бакалавра электротехники в Стэнфордском университете.

### Обучение
Училась в начальной школе Мода Нумюне Инас (тур. Moda Numüne Inas). Среднее образование получила в Нотр Дам Де Сион в 1924 году, а в 1934 г. получила степень бакалавра. Затем поступила в Дарульфунюн, высшее учебного заведения в Османской империи но после реформы он был присоединен к Стамбульскому университету. В 1939 году окончила аспирантуру Стамбульского университета на математико-астрономическом факультете. Впоследствии начала написание докторской работы под управлением Керима Эрима, первого математика Турции, который имел докторскую степень.

### Карьера
В 1943 году работала ассистентом учителя в средней школе для девочек в Чамлыдже. В этом году начала работу на математическом факультета Стамбульского университета, на посту помощника по вопросам изучения анализа II курсов. В том же году присутствовала на Международном конгрессе математиков в Эдинбурге. В 1959—1960 гг. — работала в Цюрихском университете. В 1966 г. была приглашена на коллегиум Рольфа Неванлинна. В этом же году в августе выступила на Международном конгрессе математиков в Москве. С целью завершить диссертацию на соискание ученой степени в сентябре и октябре работала в Хельсинкском университете. В 1968 г. получила звание профессора. Сюзан Кахраманер была научным руководителем Ахмета Дернека, Рыфкы Кахрамандера и Яшара Полатоглу. Проводила научные исследования в университетах Хельсинки, Стэнфорда, Цюрих, Лондон, Париж.
2 февраля 2006 г. Сюзан Кахраманер умерла.

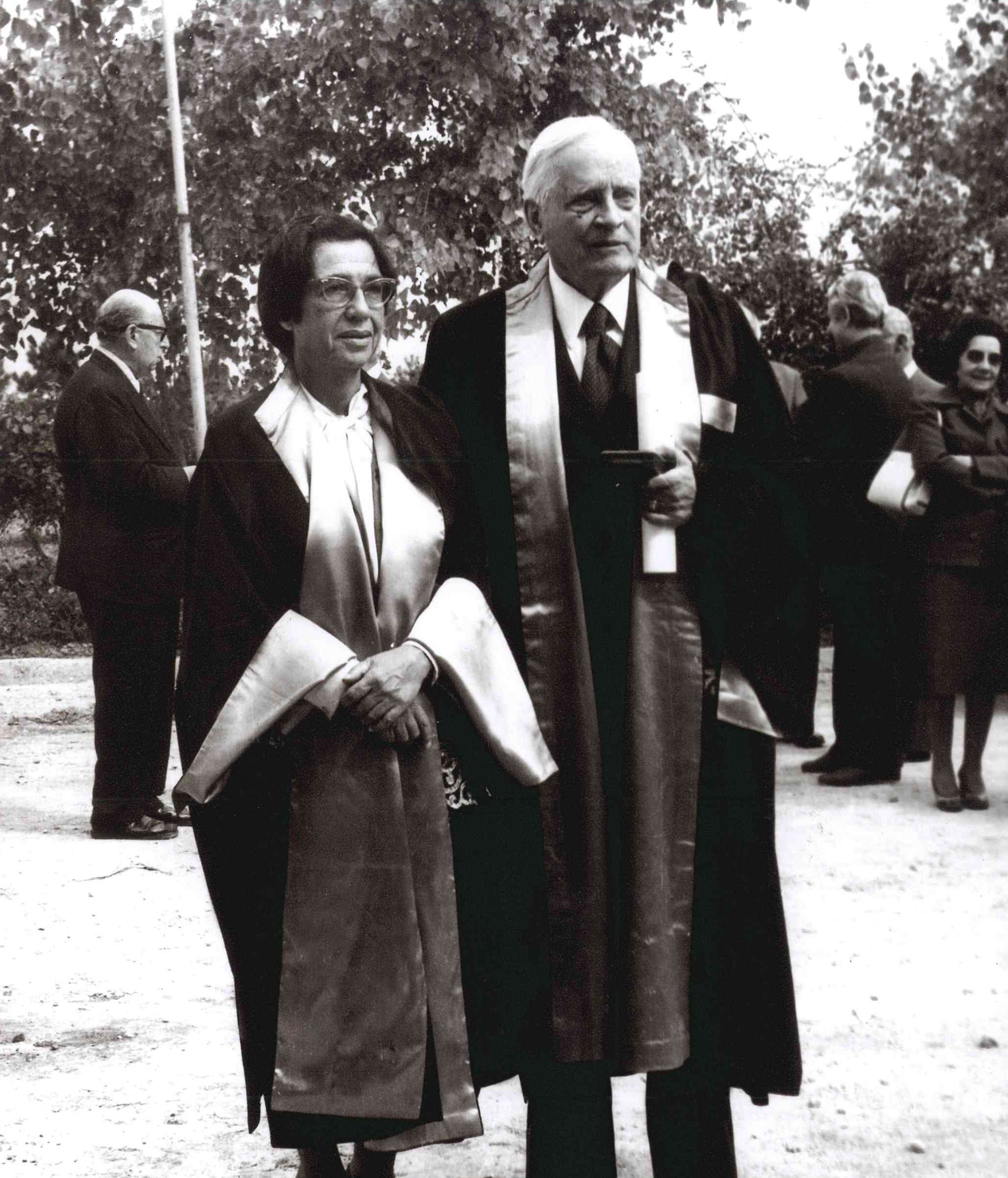
Сюзан Кахраманер и Рольф Неванлинна
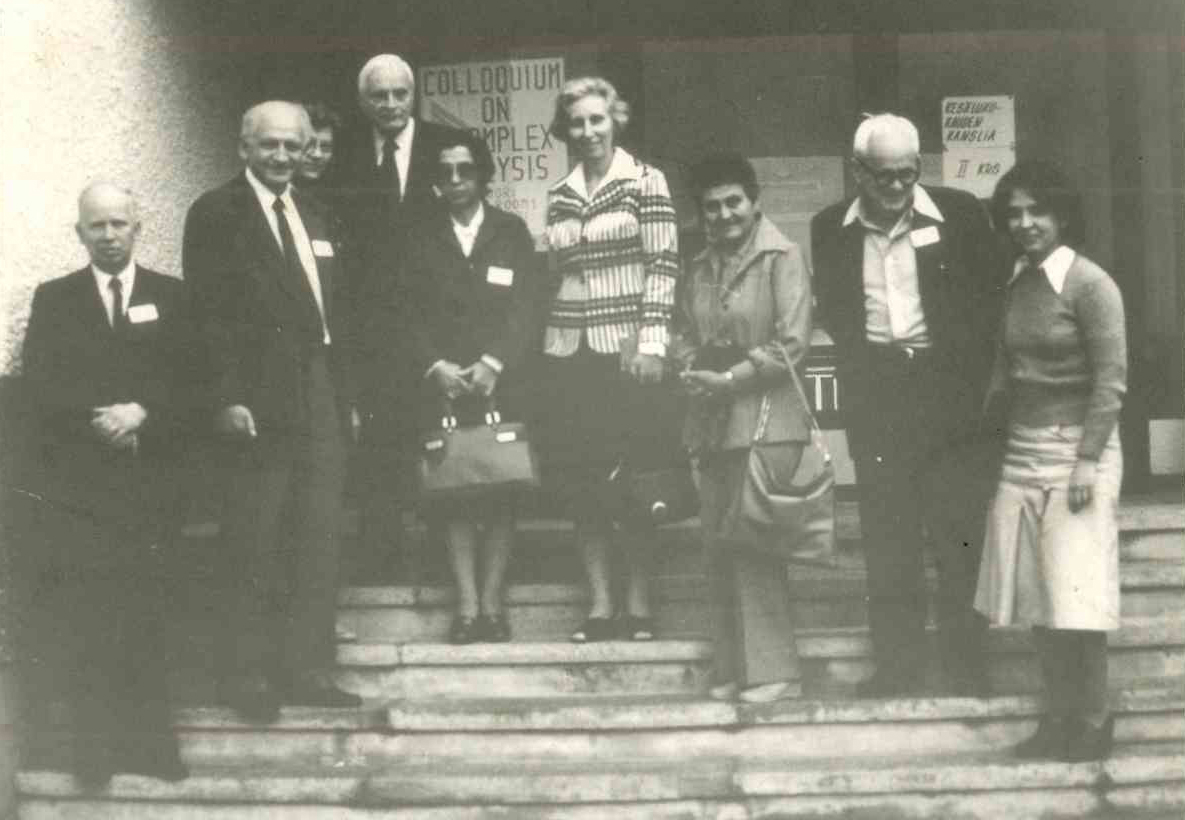
Сюзан Кахраманер с работниками